# 腺苷高半胱氨酸酶
腺苷高半胱氨酸酶（英語：Adenosylhomocysteinase）是一个将S-腺苷高半胱氨酸转变为高半胱氨酸与腺苷的酶。